# 柯昌泗
柯昌泗（1899年—1952年），字燕舲，号谧斋，山东胶县人，中华民国官员、历史学家、金石学家。柯劭忞长子。

## 生平
历任东临道尹、聊城知事、察哈尔省政府委员、教育厅厅长以及直隶政治研究所所长。柯昌泗毕业于国立北京大学文科，受业于罗振玉。他具有极高的天资以及广博的知识面，专精于史学。先后任教于国立北京大学、北平师范大学、輔仁大學、北京师范学院等高等院校的文史院系。在辅仁大学期间，柯昌泗曾开设《中国明清史》《历史地理》《中国官制史》《中国近百年史》等课程。

## 作品
其史学著作包括《后汉书校注》《传习录注》《三国志集释》《朔方刍议》等。除了史学外，柯昌泗尤精金石之学，收藏、鉴赏金石拓本无数。著有《谧斋印谱》《鲁学斋金石记》《山左访碑录校补》《瓦当文录》《语石异同评》以及未刊行的《汉晋石刻略录》等著作。

## 评价
瞿兑之在为《一士类稿》作的序中评价柯昌泗云：“胶西柯燕舲君，于正史、稗史各人物亦均能如数家珍，及至金石、图录、载籍、流略、推步、占象、州郡、山川种种难于记忆之事皆罗于胸中。尤熟于历代之特殊制度，凡是别人认为佶屈聱牙不能句读的典章文物，都能疏通证明如指诸掌。与徐君可谓一时二妙，惟柯君不屑于著述为可惜耳。”